# Weltringhausen
Weltringhausen ist ein Ortsteil der Stadt Attendorn im Kreis Olpe (Nordrhein-Westfalen) und hat 21 Einwohner (Stand 30. Juni 2024).

## Geografie
Weltringhausen liegt nordwestlich des Kernortes Attendorn am Rande des Ebbegebirges, westlich von Windhausen und südlich von Lichtringhausen. Hausberg ist der 506 m hohe Deimershardt.

## Geschichte
Weltringhausen wurde urkundlich erstmals im Jahre 1326 mit „Henkelen zo Welterynghusen“ erwähnt. 1459 wird eine Gese van Welterkusen genannt. Der Ort war aber eine vermutlich schon im 10. Jahrhundert entstandene Siedlung vom sogenannten „inghausen“-Typ. Wie das Grundwort -hausen erkennen lässt, sind die Ortsnamen auf -inghausen ihrem Ursprung nach reine Siedlungsbezeichnungen. Ihr Bestimmungswort ist ein altsächsischer männlicher Personenname, der den Besitzer der betreffenden Siedlung zum Zeitpunkt der Namensgebung, jedoch nicht unbedingt auch ihre Entstehung nennt. Der Ortsname kann demnach als „bei den Häusern der Leute des Waltheri“ gedeutet werden.
Politisch gehörte Weltringhausen ehemals zum Amt Waldenburg und im Gogericht und Kirchspiel Attendorn zur Bauerschaft Windhausen, der auch umliegende Orte wie Lichtringhausen, Hebberg, Windhausen u. a. angehörten. Im Schatzungsregister von 1543 wird in der Winterhuißer Burschafft mit 21 Steuerpflichtigen ein Peter zu Waltringhaußen mit einer Abgabe von 1½ Goldgulden genannt. Im Register von 1565 wird ein Claes zu Weltlingkhausen mit 1 Goldgulden besteuert. Am 18. Juni 1637 verkaufte der Rat der Stadt Attendorn dem Attendorner Bürgermeister Peter Christiani und seiner Frau Anna ihren Hof und ihre Güter zu Weltringhausen.
In Weltringhausen führte das Rentenbuch zwei Höfe an. Das unterste Gut war ein großer Hof der dem Hospital in Attendorn gehörte. Bewirtschaftet bis zu seinem Tode 1679 von Johann Schnütgen, dann von seinem Sohn Johann, und nach dessen Ableben 1688 von Hans Niggehus der die Witwe geheiratet hatte.
Das oberste Gut war ein Köttergut. Bewirtschaftet bis zu seinem Tode 1679 von einem gewissen Tillmann, danach von Rötger Sasse und Jakob Bree. Das Gut gehörte dem Attendorner Bürger Johannes Christiani und seiner Frau Johanna, die es am 12. Januar 1678 dem Kloster Ewig verkauften. Besitzer war Anfang des 19. Jahrhunderts auf jedem der beiden Höfe in Weltringhausen eine Familie Schulte.
Das Adressbuch von 1929 führt in Weltringhausen die Namen „Linke, Schlatter, Schulte (6 Personen), Stahl und Zeppenfeld“. 1936 gab es im Dorf 5 Wohnhäuser mit 7 Haushaltungen und 43 Einwohner. 1988 hatte der Ortsteil 17 Einwohner.
Ab 1819 gehörte Weltringhausen im Amt Attendorn zur Gemeinde Attendorn-Land, bis die Gemeinde 1969 in die Stadt Attendorn eingegliedert wurde.

## Religion, Vereine
Weltringhausen gehört zur Kirchengemeinde Lichtringhausen. Der Sportclub LWL 05 Listernohl-Windhausen-Lichtringhausen e. V. hat in Weltringhausen einen Kunstrasen-Sportplatz mit Klubhaus und angeschlossener Zeltplatzwiese.